# Parakaduwa
Parakaduwa est une ville du Sri Lanka située dans le district Kegalle dans la province de Sabaragamuwa.